# Maimbung
Maimbung är en kommun i provinsen Sulu, Filippinerna. Den är politiskt indelad i 27 barangayer. 